# 马隆 (佛罗里达州)
马隆（英語：Malone），是美国佛罗里达州傑克遜縣下属的一座城镇。建立于1911年。面积约为8.1平方公里（约合3.1平方英里）。根据2010年美国人口普查，该市有人口2,088人。论人口在本州排行第281。